# Bargur
Bargur é uma panchayat (vila) no distrito de Dharmapuri , no estado indiano de Tamil Nadu.

## Demografia
Segundo o censo de 2001,  Bargur  tinha uma população de 12,577 habitantes. Os indivíduos do sexo masculino constituem 50% da população e os do sexo feminino 50%. Bargur tem uma taxa de literacia de 65%, superior à média nacional de 59.5%; com 55% para o sexo masculino e 45% para o sexo feminino. 11% da população está abaixo dos 6 anos de idade.